# Cafe Extrablatt
Cafe Extrablatt is een Duitse horeca-onderneming gevestigd in Emsdetten. Naast meer dan 90  Cafe-Extrablatt-vestigingen die worden geëxploiteerd in het franchisesysteem, heeft het bedrijf participaties in andere horecabedrijven zoals Cafe & Bar Celona en Woyton.

## Concept
Cafe Extrablatt is een pub die de hele dag door catering biedt. Cafe Extrablatt is voornamelijk gericht op dranken, maar biedt ook de mogelijkheid om de hele dag door gerechten in Amerikaanse stijl te bestellen. De basis van het aanbod bestaat uit koffiespecialiteiten met koffie van eigen brand- en mengrecepten. Daarnaast biedt het concept wijnen, sterke dranken, cocktails en streekbieren aan.

## Geschiedenis
In 1988 richtten de broers Richard en Christoph Wefers hun eerste Cafe Extrablatt op in Emsdetten. Ze zetten een traditie als horecafamilie voort. Kort daarna openden zij nieuwe Cafe Extrablatt vestigingen. Er kwam een centrale productiekeuken om kant-en-klaarmaaltijden te bereiden met een eigen ontwikkelafdeling. Daarnaast kwam er een administratie- en servicebedrijf en werd in 2001 in Emsdetten een apart logistiek centrum opgericht.

Naast filialen in Duitsland zijn er begin 2021 filialen in Marokko (3) en in Zuid-Afrika (1). In totaal heeft Cafe Extrablatt meer dan 90 filialen. 

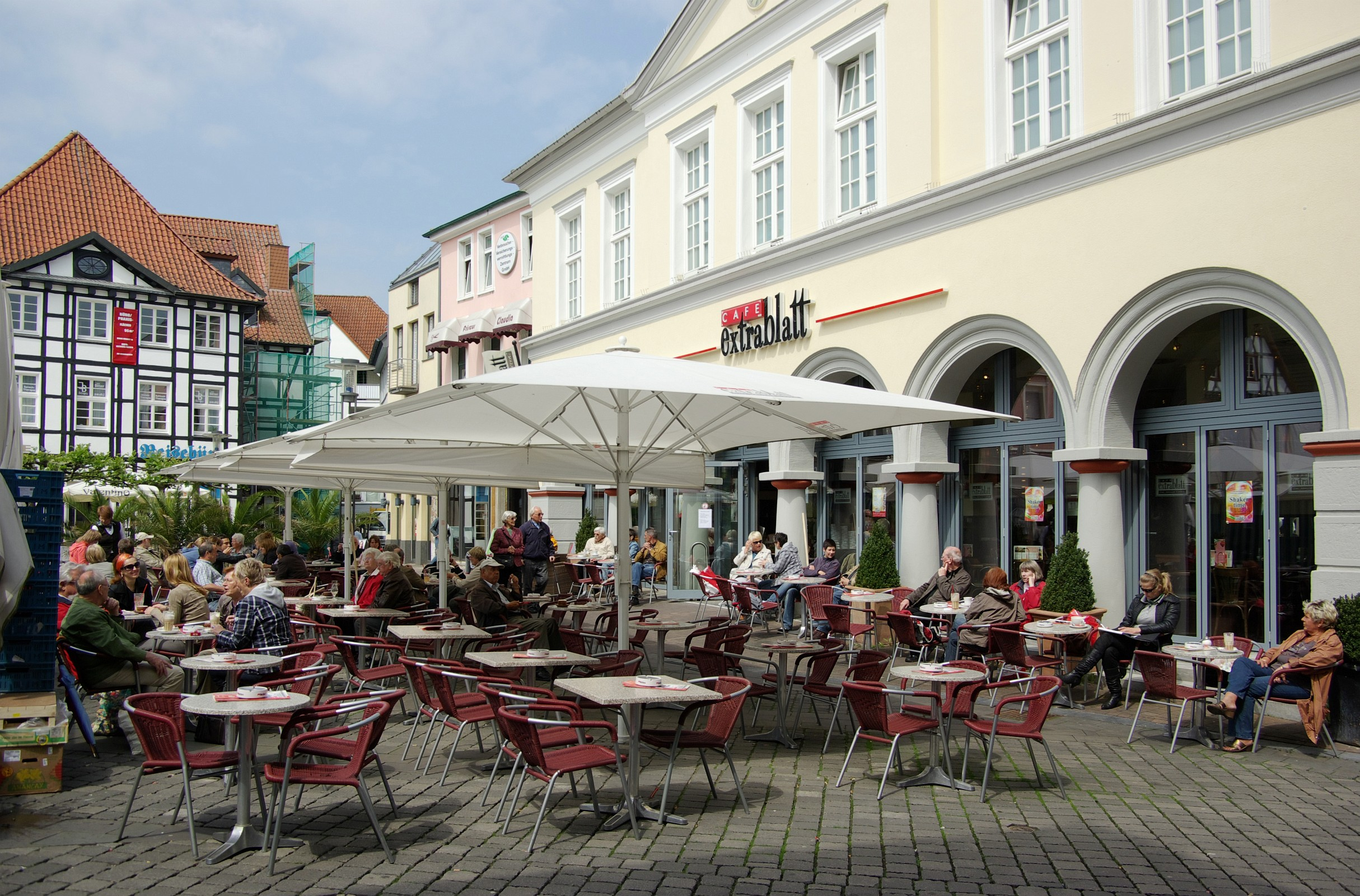
Cafe Extrablatt in Unna
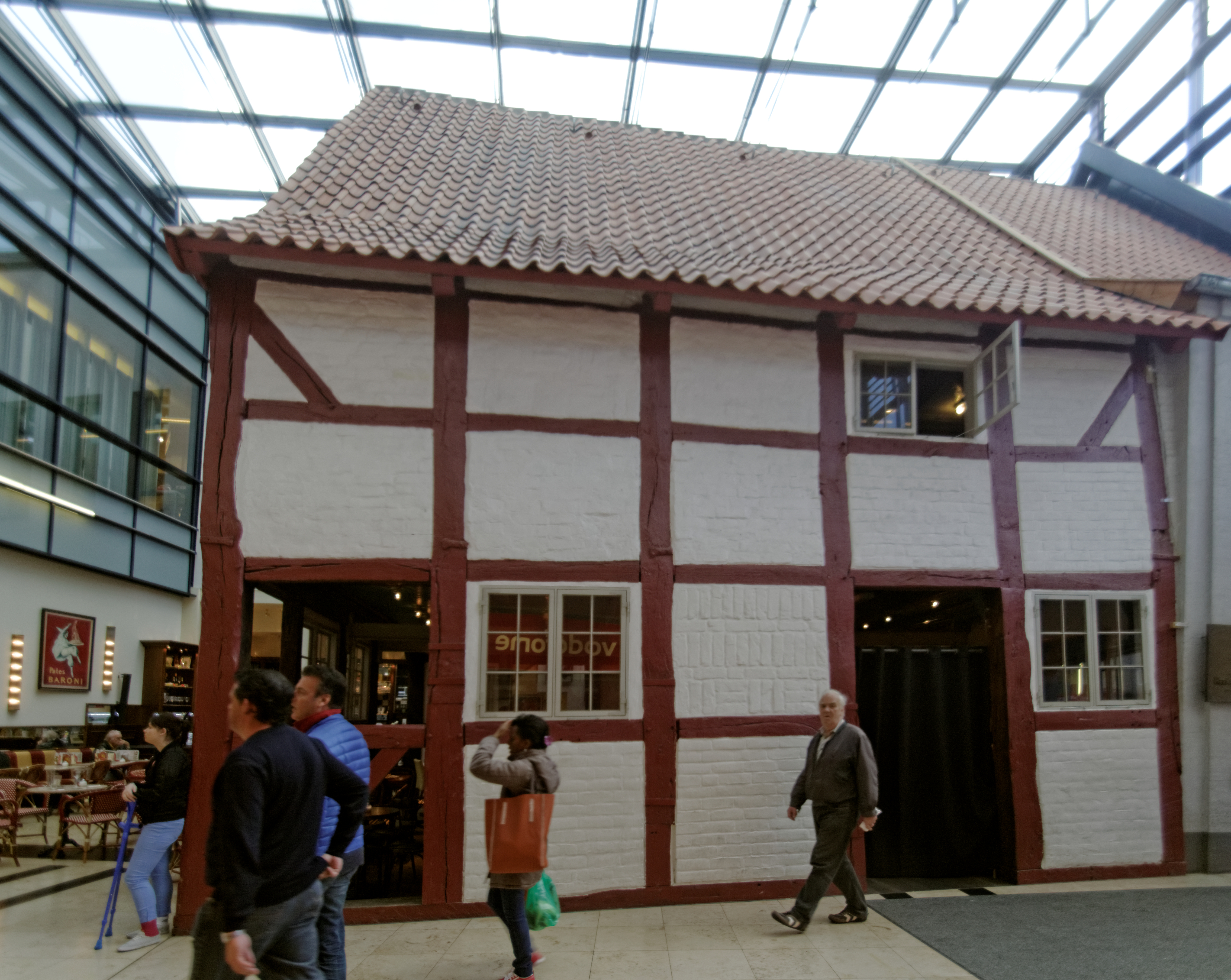
Cafe Extrablatt in het historische Steinbach-huis in Flensburg
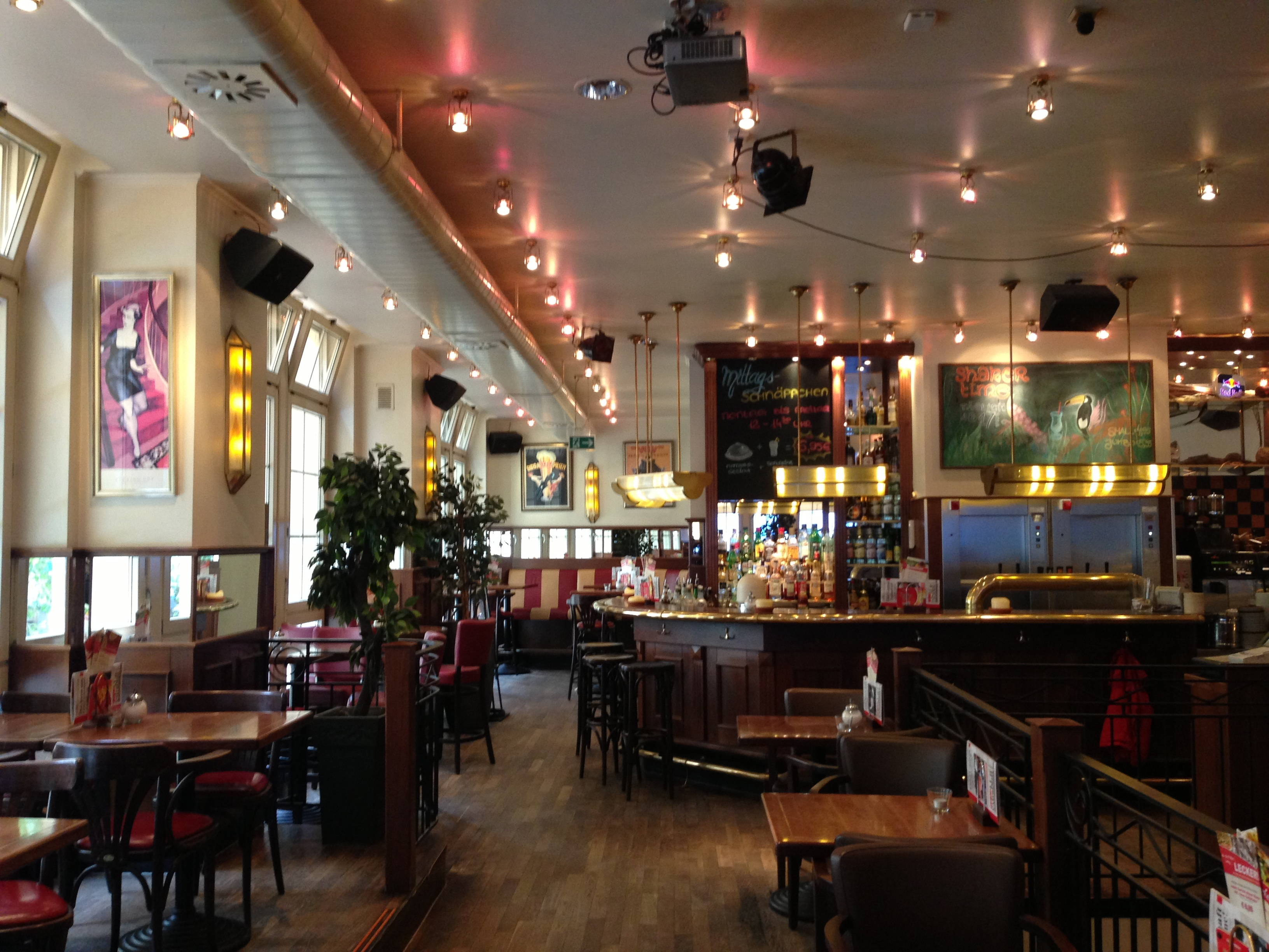
Cafe Extrablatt in Krefeld
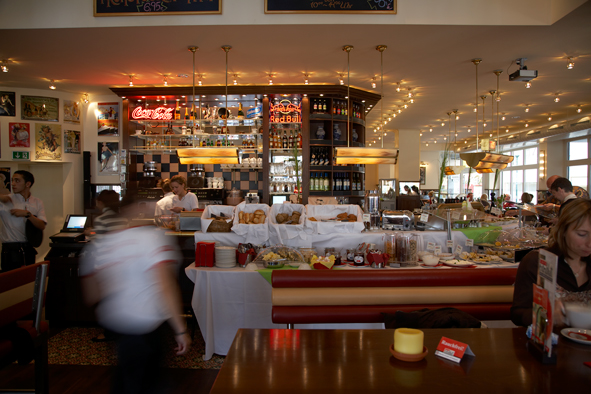
Ontbijtbuffet in Cafe Extrablatt Darmstadt
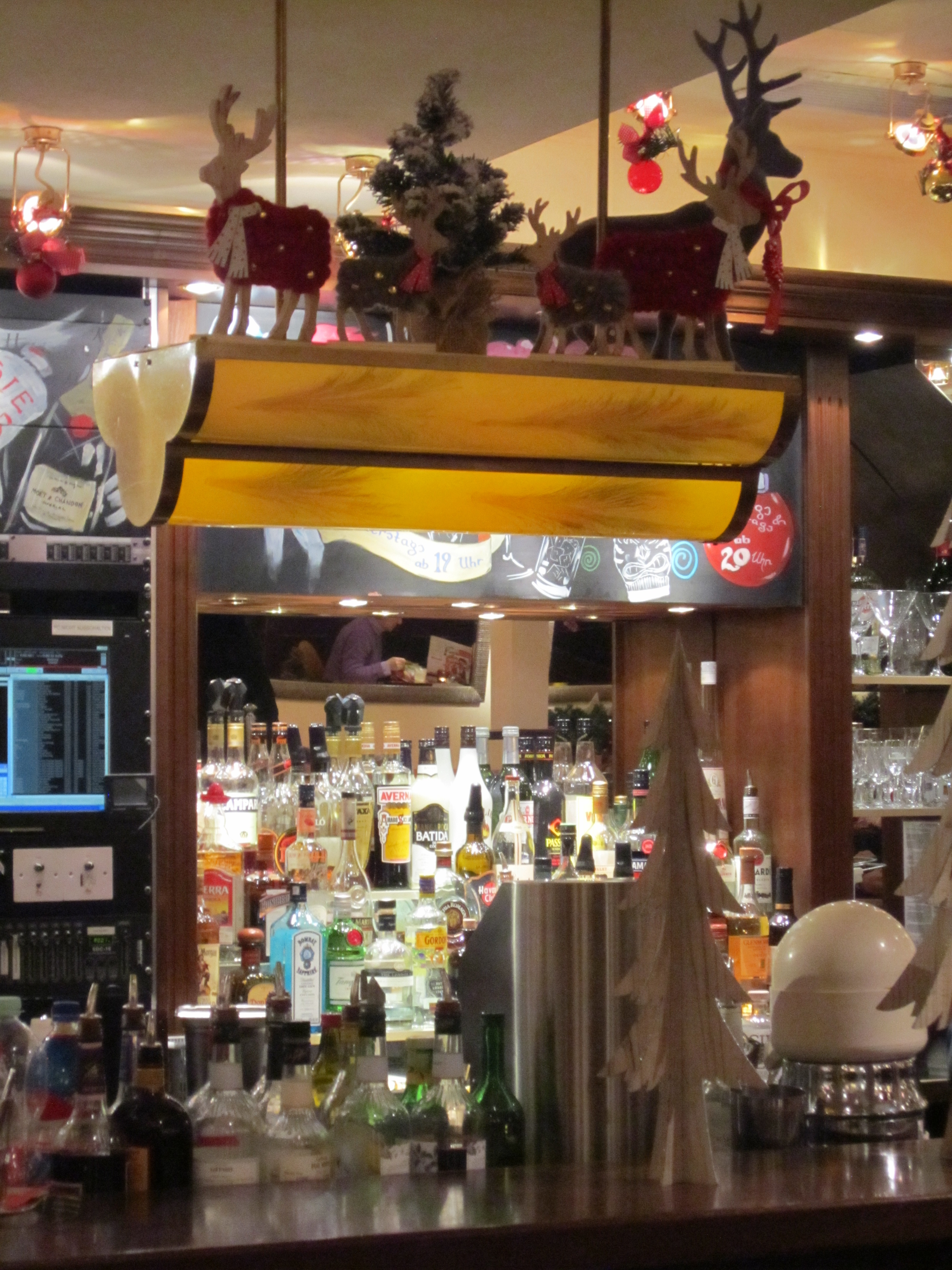
Kerstversierde bar in Cafe Extrablatt Minden